# Kasteel Altena (Kontich)

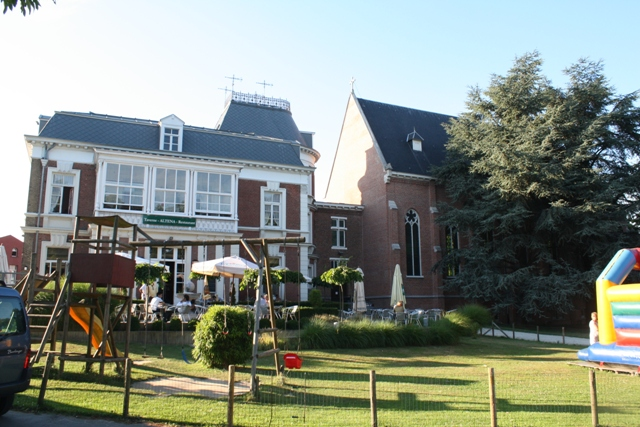
Kasteel Altena met aangebouwde kapel

Kasteel Altena is een kasteel in de Antwerpse plaats Kontich, gelegen aan de Antwerpsesteenweg 73-77.

## Gebouw en park
Het kasteel op vierkante plattegrond dateert van 1860-1874 en is in eclectische stijl. Aangebouwd is de neogotische kapel van 1885-1889, met neogotisch kerkmeubilair. Het betreft een bakstenen zaalkerk zonder toren. Centraal in het parkbos staat een Mariagrot. 
In de tweede helft van de 19de eeuw werd het park aangelegd in de Engelse landschapsstijl met een druppelvormige gracht, kronkelende paden en verspreide bomengroepen. Het bomenbestand bestaat hoofdzakelijk uit gewone en rode beuk en tamme kastanje. Voor het kasteel staat een monumentale solitaire kastanjelaar. Daarnaast zijn op het domein ook eiken, paardenkastanjes, haagbeuken, essen, esdoorns, berken, taxussen en hulst te vinden.
In 2022 werd het naastgelegen park van het Mina Telghuis opengesteld voor het publiek zodat het openbare parkdomein vergroot werd.

## Geschiedenis
Het kasteel is ontstaan uit het Hof van Vrijsel, een achterleen van het Land van Mechelen dat in de 13e eeuw in bezit was van Gosuinus Boc van Pluysegem. Het wisselde enkele malen van eigenaar en kwam in 1536 aan Jacob Peeters en Sebastiaan van Dael. Toen was er sprake van 't Hof Altena.
Tussen 1536 en 1539 werd een huis van plaisantie gebouwd. Eind 16e eeuw, tijdens oorlogshandelingen, werd de hoeve verwoest, maar het kasteeltje bleef bestaan. In 1675 werd de heerlijkheid tot baronie verheven. Het was toen in bezit van de familie Despomereaux. Daarna volgden nog een aantal eigenaren van verschillende families. Omstreeks 1800 werd het kasteeltje aanzienlijk gewijzigd.
Van 1860-1870 werd het goed herbouwd in opdracht van eigenaar Van den Branden de Reeth. In 1874 werd het goed verkocht aan de Zusters van de Heilige Harten, en dezen huisvestten er een tehuis voor weeskinderen, een dependance van het instituut Mère Jeanne uit Antwerpen. In 1876 werd voor de zusters een wasserij met stoommachine geïnstalleerd. In 1885-1889 werd een Heilig Hartkerk gebouwd in neogotische stijl, naar ontwerp van Ernest Pelgrims. De instelling groeide uit tot een school.
Omstreeks 1960 werden de gronden van het domein verkaveld ten behoeve van villabouw.